# 鹿児島車両センター

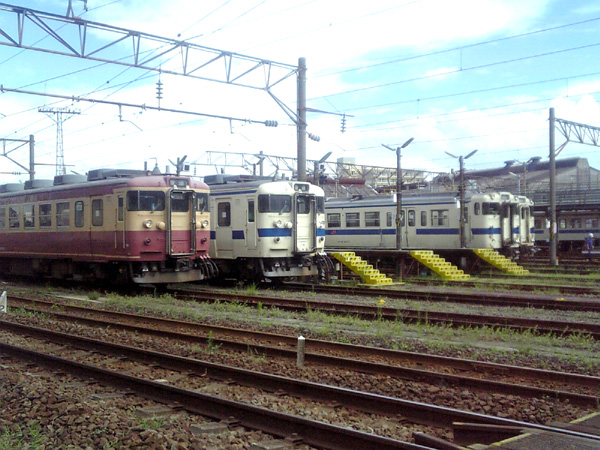
鹿児島総合車両所（2007年）

JR九州鹿児島車両センター（かごしましゃりょうセンター）は、鹿児島県鹿児島市上荒田町39-12にある、九州旅客鉄道（JR九州）の車両基地。指宿枕崎線鹿児島中央 - 郡元間の東側に位置している。
2011年（平成23年）3月31日までは本社管轄の鹿児島総合車両所として、当所配置車両を中心に全般検査などの整備も行っていたが、同年4月1日の組織改正により鹿児島支社鹿児島鉄道事業部管轄に戻り、工場機能は廃止された。現在では交番検査までの小規模整備のみ行っている。
前々身の鹿児島車両所では鹿児島市交通局の路面電車を製造したこともある。
現在はまれに当車両センターにて撮影会が行われている。

## 歴史
- 1915年（大正4年）10月 - 鹿児島検車区鹿児島列車電灯所として開設される。
- 1919年（大正8年） - 工場部門が開設。武工場と命名される。
- 1925年（大正14年） - 武工場を西鹿児島工場に改称。
- 1942年（昭和17年） - 西鹿児島工場を西鹿児島工機部に改称。
- 1950年（昭和25年）12月1日現在 - 工場名は西鹿児島工場に戻る。
- 1951年（昭和26年）4月 - 鹿児島客貨車区が発足する。
- 1957年（昭和32年）11月1日現在 - 工場名は鹿児島工場。
- 1966年（昭和41年）10月 - 鹿児島客貨車区から鹿児島運転区となる。
- 1967年（昭和42年）11月 - 検修・車両管理部門が鹿児島運転所となる。
- 1973年（昭和48年） - 鹿児島工場を鹿児島車両管理所に改称。
- 1985年（昭和60年） - 鹿児島車両管理所を鹿児島車両所に改称。
- 1987年（昭和62年）4月 - 国鉄分割民営化により九州旅客鉄道に移管。
- 1989年（平成元年） - 初の外部向け車両（鹿児島市交通局2100形電車）を製造。
- 1997年（平成9年）11月29日 - 鹿児島車両所と鹿児島運転所（検修部門）が統合され、鹿児島総合車両所として発足する。
- 2004年（平成16年）
  - 3月 - 工場内に新幹線車両の走行機器・電装品等の検修設備を設置[2]。九州新幹線新八代 - 鹿児島中央間開業に伴い、新幹線車両の台車検査・全般検査時には川内新幹線車両センターから台車や主要機器を当所に陸送して検修を実施することとなる[2]。機器脱着作業や車体関係の検修（交番検査以上の検査）についても川内新幹線車両センターへの出張作業により担当[2]。
  - 6月1日 - 管轄が鹿児島支社から本社直轄となり、略号も「鹿カコ」から「本カコ」に変更される。
- 2010年（平成22年）8月 - 新幹線車両の検修設備を熊本総合車両所に移設。新幹線関係の検修業務を終了。
- 2011年（平成23年）4月1日 - 工場業務を廃止。従来実施されていた全般検査はすべて小倉総合車両センターに移管された。鹿児島支社の管轄に戻り、鹿児島鉄道事業部の下部組織の鹿児島車両センターとなる[3]。同時に気動車部門の一部を宮崎総合鉄道事業部宮崎車両センターとして分離独立。
- 2022年（令和4年）4月1日 - 組織改正により鹿児島鉄道事業部が廃止、支社本体にその機能が統合されたため、鹿児島支社直轄となる。

## 配置車両の車体に記される略号
- 旅客車：「鹿カコ」鹿児島支社を意味する「鹿」と、鹿児島の電報略号「カコ」から構成される。
- 機関車：「鹿」鹿児島を意味する「鹿」から構成される。

## 過去に整備済み車両の車体に記されていた略号
「鹿総車」または「KG」

## 配置車両
以下は、2024年（令和6年）4月1日現在の配置車両である。
| 用途   | 電車 | 気動車 | 機関車 | 貨車 | 合計  |
| ------ | ---- | ------ | ------ | ---- | ----- |
| 営業車 | 66両 | 53両   | 1両    | 0両  | 120両 |
| 保留車 | 16両 | 2両    | 0両    | 0両  | 18両  |
| 合計   | 82両 | 55両   | 1両    | 0両  | 138両 |

### 電車
当センター配置の電車は415系を除き、全車両がワンマン運転に対応している。
- 415系（FK編成）
  - 500番台の4両編成3本 (FK513・515・516) 12両が配置されており[5]、全車両が保留車となっている[6]。全車両がロングシート仕様である[5]。日豊本線（都城 - 鹿児島間）ならびに鹿児島本線（鹿児島 - 川内間）で運用されていた。
  - FK513 - 517編成は2007年（平成19年）2月から3月にかけて南福岡電車区（現・南福岡車両区）から転属し、同年3月18日のダイヤ改正から運用開始されている。
  - なお、これまで当センター所属だったFK520編成は2022年3月31日付で大分車両センターへ転属している[7]。
  - 2023年4月から10月にかけて、FK514・FK517編成が廃車された[8][9]。
  - 2022年9月23日のダイヤ改正で鹿児島地区での運行を終了した[10]。
- 713系 （LK編成）
  - 0番台の2両編成4本 (LK1 - 4) の計8両が配置されている[11]。現在はLK2・4のみ宮崎に常駐しており、「サンシャイン」の愛称で日豊本線（延岡 - 西都城間）ならびに宮崎空港線（日南線の南宮崎 - 田吉間を含む全線）で運用されている。
  - 713系は全編成が当センターに所属している[12]。いずれの編成も製造時から900番台を名乗っていたが、主回路更新工事にともない0番台に改番された[13]。
  - LK1・3 編成は2022年9月23日のダイヤ改正で定期運用から離脱しており[11]、いずれも保留車となっている[6]。
- 817系 （VK編成）
  - いずれも2両編成で、0番台12本 (VK002, 003, 005, 007 - 011, 014, 019, 025, 027)、500番台9本(504, 506, 513, 515, 517, 518, 521, 523, 529)、1000番台4本 (VK101, 103, 104, 108)、1500番台2本 (VK1502, 1505, 1506, 1509, 1510, 1512) の計31編成・62両が配置されている[14]。全車が直方車両センターからの転属車で、日豊本線（延岡 - 鹿児島間）・鹿児島本線（鹿児島 - 川内間）・宮崎空港線（日南線の南宮崎 - 田吉間を含む全線）で運用されている。
  - 2021年9月25日付でVK004編成は小倉総合車両センターにて転換クロスシートからロングシートへの改造、車外カメラ設置が行われ500番台となり、VK504編成（原番に+500）となった。その後2022年3月までにVK102編成、VK018編成、VK006編成にも同様の改造が施され、VK1502編成、VK518編成、VK506編成（原番に+500）となった。
  - なお、これまで当センター所属だったVK105編成は2016年3月に熊本車両センターへ転属している。
  - 同年10月1日に宮崎県宮崎市の踏切でダンプカーとVK104編成が衝突し長期運用離脱。南宮崎駅構内留置後の同月末当センターへ移動し、後日小倉へ回送されている。その後、2019年（平成31年）3月28日より運用に復帰している。
  - 2022年3月12日に直方車両センターからVG108編成が、同年3月31日にVG109が小倉総合車両センターにて全検及びロングシート化改造を受けVK1509として転属した。なお、2022年5月10日の時点で108編成には福北ゆたか線ステッカーに少し手が加わった形で、1509編成は鹿児島所属の青色CTステッカーに貼り替えられた上で運用に入っている。
  - 2022年9月には直方・熊本・佐世保から12編成（0番台2本:025, 027。500番台6本:513, 515, 517, 521, 523, 529。1500番台4本:1505, 1506, 1510, 1512）が転入し[15]、415系の全運用および、713系の一部運用を置き換えた。

### 気動車
2011年4月1日までは「指宿運用」と「日南運用」に区別して運用されていたが、「日南運用」（日南線〈全線〉、日豊本線〈高鍋 - 西都城駅〉、肥薩線〈吉松 - 隼人駅〉、吉都線〈全線〉での運用）については同日に発足した宮崎車両センターに移管された。当センター所属車は「指宿運用」（日豊本線・鹿児島本線〈宮崎 - 西都城・国分 - 鹿児島中央間〉、指宿枕崎線〈全線〉、肥薩線〈吉松 - 隼人間〉、吉都線〈全線〉での運用）のみとなっている。なお、キハ40系気動車のうち、キハ140・147形の全車とキハ40・47形の8000・9000番台車は機関が換装されている。また、かつては原形機関に出力向上改造を施工した5000・6000・7000番台車が配置されていたが、後年に機関換装されて下記の8000・9000番台車に変更されている。
- キハ40形
  - 8000番台の4両 (8038, 8056, 8064, 8101) が配置されている[6]。
  - 8050は2024年2月27日付で廃車された[16]。
- キハ140形
  - 2000番台の4両 (2061, 2062, 2066, 2127) が配置されている[6]。
  - キハ140 2066は特急「指宿のたまて箱」の予備車[6]。
- キハ47形
  - 8000番台が15両 (8055 - 8057, 8060, 8070, 8072, 8074, 8077, 8088, 8089, 8120, 8123 - 8125, 8133)、9000番台が14両 (9042, 9046, 9048 - 9050, 9056, 9072, 9074, 9075, 9077, 9078, 9079, 9084, 9098)、計29両が配置されている[6]。このうち8074, 9074は保留車[6]。
  - キハ47 8060と9079の2両は特急「指宿のたまて箱」仕様車である。
- キハ200形
  - いずれも2両編成で、0番台が2本 (7+5007, 8+1008)、500番台が7本 (501+1501, 502+1502, 503+1503, 556+1556, 559+1559, 560+1560, 565+1565)、計18両が配置されている[6]。このうち550・1550番台は転換クロスシートからロングシートへの改造が行われた車両である｡
  - 2021年3月12日付で556+1556・565+1565の4両が佐世保車両センターから転入した[17]。
  - 当形式は指宿枕崎線（鹿児島中央 - 山川間）、鹿児島本線（鹿児島 - 鹿児島中央間）のみの限定運用となっている。

### 機関車
- DE10形ディーゼル機関車
  - 1500番台の1両 (1755) が配置されている[18]。レール輸送などの工事列車や「ななつ星」の牽引、車両基地内での入換作業で使用される。黒色塗装で、車番・手摺の塗装は金色である。

## 過去の配置車両

### 電車
- 485系電車
  - 2011年4月時点で5両編成4本（DK11・12・14・15編成）、3両編成1本（DK1編成）、増結用ユニット2両（元DK16編成）、計25両が配置されていた。
  - 特急「にちりん」、「ひゅうが」、「きりしま」で運用されていた車両で、3両編成は元「ハウステンボス」色をベースとした「K&H（きりしま&ひゅうが）」色となっている。その他の車両は赤ベースの「REDエクスプレス」色である。
  - 2011年3月のダイヤ改正をもって営業運転を終了し、全車が保留車となった。順次廃車・解体が行われており[19][20][21][22]、最後まで残ったDK1編成と増結用ユニットも、2013年（平成25年）1月に小倉総合車両センターへ回送された[23]。このうち、2012年3月12日に小倉工場へ回送されたDK11編成は[24]、4月28日に幕張メッセで行われたニコニコ動画の大規模イベント「ニコニコ超会議」の企画「485系公開解体買付ショー」の提供車両とされ、解体が行われた[25]。
- 787系電車（BK編成）
  - 1992年（平成4年）に特急「つばめ」で営業運転を開始した。この時点では全車が配置されていたが、2004年3月のダイヤ改正で南福岡電車区に集約された。
- 457系電車（JK編成）、475系電車（GK編成）
  - 2007年3月17日をもって運用終了。日豊本線（大分 - 鹿児島間）、鹿児島本線（鹿児島 - 川内間）で運用された。
- 717系電車
  - 200番台2両編成2本（HK203・204編成）計4両が配置されていた。ワンマン運転に対応。
  - 2013年3月まで日豊本線（延岡 - 鹿児島間）、鹿児島本線（鹿児島 - 川内間）、宮崎空港線で運用されていた。2009年（平成21年）以前は杵築駅までの運用もあった。
  - 817系の増備により淘汰され[26]、2014年（平成26年）7月14日に最後まで残っていたHK203・HK204が小倉工場へ回送され[27]、同年8月30日から9月18日にかけて廃車され廃系列となった。
  - 717系では唯一の3ドア車両であったHK901編成は、HK206編成と同じく2010年度内に廃車となった。

### 機関車
- ED76形電気機関車
- DD16形ディーゼル機関車

### 気動車
- キハ28形・キハ58形気動車
  - 末期には2両編成6本、計12両が配置されていた。
- キハ80系気動車
  - 1967年（昭和42年）から1980年（昭和55年）にかけて、「有明」・「にちりん」・「おおよど」等に運用された。
- キハ125形気動車
  - 廃止となった高千穂鉄道より、元トロッコ列車用車両のTR400形気動車2両を2009年9月30日付で車籍編入。臨時の観光特急「海幸山幸」の専用車として車両形式もキハ125形400番台に改番・改造された上で同年10月1日に営業運転を開始した。
  - 運行開始当初は当センター配置だったが、2011年4月1日の宮崎車両センター発足に伴い、宮崎へ転属された。
- キハ220形気動車
  - 特別快速「なのはなDX」仕様に改造された1100番台1両 (1102) が配置されていたが、2011年3月のダイヤ改正で営業運転終了となり、6月に小倉へ回送されて[28]再改造され、10月1日付で熊本に転属している[19]。

### 客車
- 24系客車
  - 1986年（昭和61年）に「はやぶさ」「富士」の基本編成を品川運転所から、「なは」の基本編成を向日町運転所からそれぞれ転属させる形で配置。「はやぶさ」「富士」については「はやぶさ」の鹿児島乗り入れが廃止される1997年11月まで、「なは」については「なは」の鹿児島乗り入れが廃止される2004年3月まで運用された。

### 貨車
- チキ5200形貨車
  - 2両が配置されていた。レール輸送用長物車。
  - 日鐵運輸株式会社が保有。
- トラ70000形貨車
  - 1両が配置されていた。降灰対策用無蓋車。
- ヤ550形貨車
  - 1両が配置されていた。降灰対策用職用車。
- ヨ8000形貨車
  - 1両が配置されていた。降灰対策用列車の車掌車。

## 製造・改造車
- キハ183系1000番台「オランダ村特急」の中間車1両[29]
- 717系電車12両改造[29]

### 外部向け
いずれも地元の鹿児島市交通局の路面電車車両である。
- 鹿児島市交通局2100形電車: 1989年製造
- 鹿児島市交通局2110形電車: 1991年製造
- 鹿児島市交通局2120形電車: 1991年製造
- 鹿児島市交通局2130形電車: 1992年製造
- 鹿児島市交通局2140形電車: 1994年製造
- 鹿児島市交通局700形電車: 1991年冷房搭載・車体更新